# Christus am Kreuz (Hersbruck)

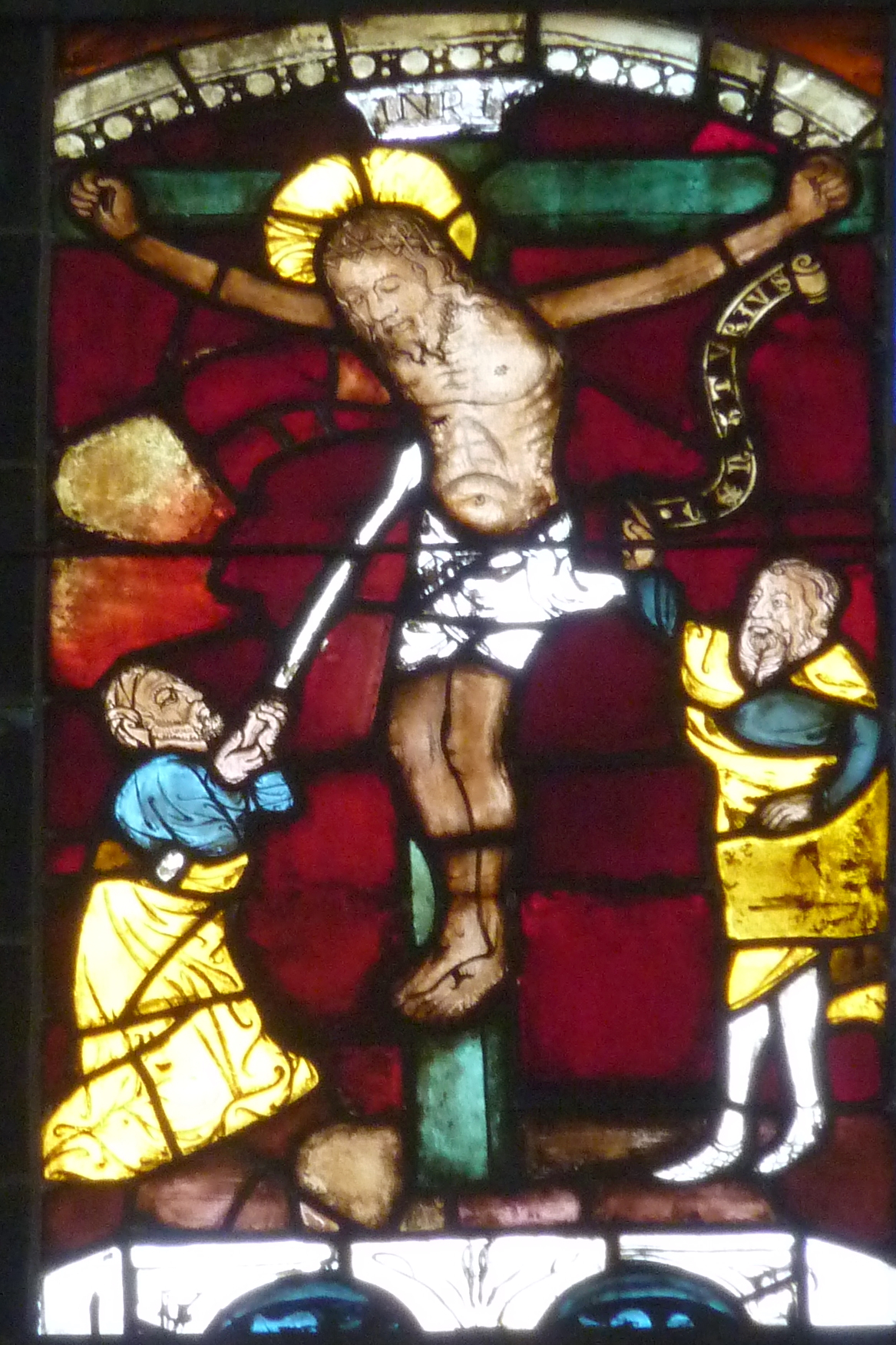
Christus am Kreuz in Hersbruck

Die Glasmalerei Christus am Kreuz in der Kirche St. Maria in Hersbruck, einer Stadt im mittelfränkischen Landkreis Nürnberger Land in Bayern, wurde im 14. Jahrhundert von einer unbekannten Werkstatt geschaffen.
Die 79,5 cm hohe und 58 cm breite Scheibe im Chor trägt auf dem Schriftband der rechten Assistenzfigur in gotischer Majuskel die Inschrift „CENTTVRIVS“ (siehe Centurio). Der Kreuztitulus INRI ist erneuert. Das Bleinetz des Bleiglasfensters wurde ebenfalls im 19. Jahrhundert erneuert.
Die Darstellung richtet sich nach Joh 19,33–34  und zeigt den  gekreuzigten Christus mit den Soldaten, die ihn kreuzigten. Häufiger in der künstlerischen Darstellung der Kreuzigung sind die Motive aus Lk 23,32–33 , wonach Jesus zwischen zwei Schächern gekreuzigt wurde, und Jesus Christus, flankiert von Maria und Johannes (Joh 19,25–27 ). Dazu schreibt Hartmut Scholz (S. 235): „Im Unterschied zum klassischen Dreifigurentypus sind dem maßstäblich reduzierten Bild der Kreuzigung in Hersbruck die kleinen Gestalten des Hauptmanns und des Soldaten mit der Lanze beigefügt, die im Moment des Todes als Zeugen in Erscheinung treten. Ungewöhnlich ist die dekorative Form der Dornenkrone als flaches Zickzackband, für die sich kein Vergleich benennen läßt.“